# Confédération des associations d'étudiants et d'étudiantes de l'Université Laval
 (février 2018).
La Confédération des associations d'étudiants et d'étudiantes de l'Université Laval (CADEUL), fondée en 1981, est un regroupement des 89 associations étudiantes de premier cycle de l'Université Laval à Québec. Sa mission est de défendre et promouvoir les intérêts de ses membres, d'offrir des services à la communauté étudiante universitaire et de dynamiser la vie de campus. Elle représente près de 35 000 membres individuels.
La Confédération est active dans plusieurs domaines. Elle représente d'abord ses membres sur le plan sociopolitique auprès de l'administration universitaire, mais également sur les scènes politiques municipale, provinciale et fédérale. Elle opère quatre concessions alimentaires sur le campus et un dépanneur, dont la majorité des employés sont des étudiants. Elle offre plusieurs services à ses membres en plus d'organiser une multitude d'événements socioculturels de grande envergure. À travers les années, les membres de la Confédération ont apporté leur contribution financière à de nombreux projets, dont la construction du Pavillon Alphonse-Desjardins et un projet de halte-garderie au Pavillon de l'éducation physique et des sports.
En 2018, les membres de la CADEUL ont voté en faveur de l'implantation d'un Laissez-passer universitaire permettant d'accéder à coût avantageux aux services de transport en commun du Réseau de transport de la Capitale et de la Société de transport de Lévis. Ce laissez-passer, élaboré en partenariat avec l'Association des étudiantes et étudiants de Laval inscrits aux études supérieures (AÉLIES), est disponible depuis l'automne 2019.

## Structure et gouvernance
La CADEUL est régie par quatre instances principales, soit l'Assemblée générale des membres, le Conseil d'administration, le Caucus des associations étudiantes et le Comité exécutif.

### Assemblée générale des membres
L'assemblée générale des membres a lieu une fois par année, généralement durant le mois d'octobre. Son rôle constitue à recevoir les états financiers vérifiés de la Confédération et à nommer la vérification générale, à élire les postes du conseil d'administration en cas de vacance et à élire le comité d'enquête de la Confédération.

### Conseil d'administration
Le conseil d'administration est élu au suffrage universel, selon une composition représentative des facultés au sein des membres individuels. Son rôle consiste à diriger les affaires de la Confédération, principalement en ce qui a trait à la gestion des services et des finances.

### Caucus des associations étudiantes
Le Caucus rassemble les représentantes et représentants des associations membres de la Confédération. Elle est responsable de déterminer les orientations pédagogiques, culturelles, économiques, politiques et sociales de la Confédération. Ses rencontres ont lieu sur une base mensuelle. Les avis et mémoires de la CADEUL sont adoptés en caucus, avant d'être utilisés pour effectuer la représentation politique de l'association.

### Comité exécutif
Les membres de la CADEUL élisent un comité exécutif pour un mandat d'un an, vers la fin du mois de mars. Cette équipe de 7 personnes mène les dossiers de l'association et exécute les mandats des instances de la Confédération.
L'élection est tenue lors d'un collège électoral rassemblant des représentants des associations membres et des administrateurs élus. Le conseil d’administration entérine ensuite les résultats de cette élection en nommant les officiers aux différents postes.
Les postes du conseil exécutif sont les suivants:
- Présidence
- Vice-présidence aux affaires institutionnelles
- Vice-présidence à l'enseignement et à la recherche
- Vice-présidence aux finances et au développement
- Vice-présidence aux affaires socioculturelles
- Vice-présidence aux affaires externes
- Vice-présidence aux affaires internes

| Année     | Présidence                   | Programme d'étude                                      |
| --------- | ---------------------------- | ------------------------------------------------------ |
| 2000-2001 | Joël Teurtrie                |                                                        |
| 2001-2002 | Nicolas Duval-Mace           |                                                        |
| 2002-2003 | Pier-André Bouchard St-Amant |                                                        |
| 2003-2004 | Olivier Cournoyer-Boutin     |                                                        |
| 2004-2005 | Antoine Houde                |                                                        |
| 2005-2006 | Nicolas Fontaine             |                                                        |
| 2006-2007 | Karine Millaire              |                                                        |
| 2007-2008 | Julien Du Tremblay           |                                                        |
| 2008-2009 | Simon Bérubé                 |                                                        |
| 2009-2010 | Barbara Poirier              |                                                        |
| 2010-2011 | Barbara Poirier              |                                                        |
| 2011-2012 | Sébastien Harvey             |                                                        |
| 2012-2013 | Martin Bonneau               |                                                        |
| 2013-2014 | Guy-Aume Descôteaux          | Géographie                                             |
| 2014-2015 | Caroline Aubry               | Études internationales et langue moderne               |
| 2015-2016 | Thierry Bouchard-Vincent     | Affaires publiques et relations internationales, droit |
| 2016-2017 | Vanessa Parent               | Relations industrielles                                |
| 2017-2018 | Samuel Rouette-Fiset         | Affaires publiques et relations internationales        |
| 2018-2019 | Mathieu Montégiani           | Génie physique                                         |
| 2019-2020 | Laurence Vaillancourt        | Enseignement préscolaire et primaire                   |
| 2020-2021 | Keven Imbeault               | Génie électrique                                       |
| 2021-2022 | Cyndelle Gagnon              | Agronomie                                              |
| 2022-2023 | Vickie Bourque               | Opérations forestières                                 |
| 2023-2024 | James Boudreau               | Science politique                                      |
| 2024-2025 | Daphnée Sauvageau            | Agroéconomie                                           |

| Années    | Affaires institutionnelles                                               | Enseignement et recherche                   | Finances et développement | Affaires socioculturelles | Affaires externes                             | Affaires internes     |
| --------- | ------------------------------------------------------------------------ | ------------------------------------------- | ------------------------- | ------------------------- | --------------------------------------------- | --------------------- |
| 2012-2013 | Guy-Aume Descôteaux                                                      | Étienne Garant                              | Geoffroy Boucher          | Guillaume Arsenault       | Sophie Blais-Michaud                          | Romain Thibaud        |
| 2013-2014 | Nicolas Grondin                                                          | Caroline Aubry                              | Geoffroy Boucher          | Vacant                    | Vacant                                        | Sara Di Zazzo         |
| 2014-2015 | Louis-Pierre Trottier                                                    | Thierry Bouchard-Vincent                    | Maxime Morin              | Dominique Caron-Bélanger  | Florence Côté                                 | Francis Beaudry       |
| 2015-2016 | Quentin de Dorlodot (à partir d'août)                                    | Maude Cloutier Vacant (à partir de janvier) | Maxime Morin              | Anthony Fournier          | Rodolphe Giorgis Vacant (à partir de janvier) | Randy Bonin           |
| 2016-2017 | Samuel Rouette-Fiset                                                     | Louis-Philippe Pelletier                    | Simon Rheault             | Aubert Caron-Guillemette  | Xavier Bessone                                | Quentin de Dorlodot   |
| 2017-2018 | Francis Savard-Leduc (jusqu'en juillet) Simon Hénault (à partir de août) | Eve Gaucher                                 | Vanessa Desrosiers        | Sabrina Martin            | Annie-Jade Samson                             | Quentin de Dorlodot   |
| 2018-2019 | Annabelle Lemire Vacant (à partir de janvier)                            | Alexa-Maude Raymond                         | Vacant                    | Laurence Laberge          | Simon Hénault                                 | Laurence Vaillancourt |
| 2019-2020 | Bénédicte Desbiens                                                       | Marie-Lyne Bourque                          | Mathieu Blanchet          | Eve-Marie Allard          | Keven Imbeault                                | Rose Beaupré Ayotte   |
| 2020-2021 | Cyndelle Gagnon                                                          | Samy-Jane Tremblay                          | Mathieu Blanchet          | Marika Robert             | Vacant                                        | Lauren Banham         |
| 2021-2022 | Andréanne Bergeron                                                       | Marc-Antoine Tourville                      | Saad Bourjila             | Antoine Corneau           | Vickie Bourque                                | Lauren Banham         |
| 2022-2023 | Sylviane Yode                                                            | Elizabeth Gaspo                             | Vacant                    | Érika Vaillancourt        | James Boudreau                                | Antoine Chrétien      |
| 2023-2024 | Laurence Palin                                                           | Jean-Nicolas Villiard                       | Antoine Chrétien          | Daphnée Sauvageau         | Samuel Gilbert                                | Tania Michaud         |
| 2024-2025 | Arianne Faucher                                                          | Cassandra Desrosiers-Bérubé                 |                           | Kellyane Garneau          | Jeremy Pelletier-Guimont                      | Samuel Gilbert        |

## Services et événements
La CADEUL opère plusieurs services et organise plusieurs événements à l'intention des membres de la Confédération ainsi que de la communauté universitaire de l'Université Laval.

### Services alimentaires
- le Pub Universitaire, situé au pavillon Alphonse-Desjardins;
- les cafétérias Saveurs Campus, aux pavillons Alphonse-Desjardins et Ferdinand-Vandry;
- le dépanneur Chez Alphonse, situé au pavillon Maurice-Pollack;
- le restaurant Café Équilibre, situé au Pavillon de l'éducation physique et des sports (PEPS).

### Services aux étudiants
- le Bureau des droits étudiants, un service d'aide en cas de problème d'ordre pédagogique ou disciplinaire;
- un régime d'assurances collectives santé et dentaire;
- une garderie à horaire atypique, le Petit Campus
- un service de vente de livres usagés, opéré par LEXYA;
- la production de l'Agenda universitaire destiné aux étudiants du premier cycle;
- un programme de subventions des initiatives étudiantes;
- une application mobile.

### Événements socioculturels
- le Show de la Rentrée, ayant lieu deux fois par année (en septembre et janvier). L'édition d'automne est de grande envergure, attirant plusieurs milliers de spectateurs autour de 5 scènes dans le complexe Desjardins-Pollack;
- l'Oktoberfest à l'Université Laval;
- les Jeux Interfacultaires, ayant lieu chaque année à la fin du mois de mars. Les différentes facultés du campus s'affrontent dans une compétition regroupant des épreuves sportives, sociales ou académiques.